# Access-independent services
Незалежна від доступу послуга (AIS) — концепція послуги, при якій послуга не залежить від співпраці в мережі гарантованого доступу при наданні послуги. Аналітик галузі телекомунікацій Дін Баблі вперше використав цей термін у звіті про Telco-OTT у лютому 2012 р.
Традиційно більшість послуг телекомунікаційних компаній або постачальників послуг Інтернету залежать від доступу, оскільки вони значною мірою покладаються на співпрацю з гарантованим доступом до мережі, через яку надається послуга. Наприклад, традиційна послуга телебачення на основі IP (IPTV), що надається телекомунікаційною компанією, як правило, є керованою послугою. Це означає, що послуга IPTV передбачає, що постачальник послуг IPTV має контроль над мережею доступу, через яку надається послуга IPTV, а також гарантії якості мережі (QoS) для надання послуг IPTV. Як результат, охоплення послуги IPTV телекомунікаційної компанії, як правило, обмежується охопленням мережі доступу телекомунікаційної компанії.
На відміну від цього, послуги, що пропонуються нетрадиційними постачальниками послуг з доставки відеоконтенту, такими як Netflix, Hulu та Amazon Video, вважаються послугами, що не залежать від доступу. Наприклад, послуга потокового відеовмісту Netflix, динамічно адаптується до мережевих умов у режимі реального часу, щоб прагнути до найкращої загальної якості досвіду (QoE) і не передбачає гарантованої співпраці з базовою IP-мережею, такою як QoS. Як результат, без урахування прав на вміст та урядових обмежень різних країн, охоплення сервісу потокового відеовмісту Netflix, теоретично, охоплює Інтернет. Skype — ще один приклад AIS, оскільки Skype пропонує послугу телефонної зв'язку на основі IP через Інтернет, не залежно від того, які гарантії співпраці з мережею IP відрізняються від базової IP-мережі.
У контексті надання телекомунікаційних послуг поняття доступу, незалежного від доступу, також часто описується терміном «over-the-top» (OTT) послуги. Постачальники послуг OTT, такі як, але не обмежуючись ними, Facebook, WeChat та Netflix, як правило, не володіють або не керують жодною широкосмуговою мережею доступу, для початку, тому вони розробляють свої послуги для загальної якості досвіду, без припущень щодо гарантованої мережі доступу співпраця.